# 89-я стрелковая дивизия (1-го формирования)
89-я стрелковая дивизия 1-го формирования (89 сд) — воинское соединение Вооружённых сил СССР, принимавшее участие в Великой Отечественной войне.
Период вхождения в состав Действующей армии: 15 июля — 27 декабря 1941 года.

## История
Дивизия была сформирована в 1939 году в Московском военном округе. К началу Великой Отечественной войны дислоцировалась в Орловском военном округе в г. Курск.
1 июля 1941 года начала переброску в район Брянска. 15 июля её по железной дороге и автотранспортом передислоцировали в район юго-западнее Вязьмы. К вечеру 22 июля 89 сд сосредоточилась в районе Ретазе и Иванино, после чего приняла участие в наступлении советских оперативных групп на Смоленск (в составе группы генерал-лейтенанта С. А. Калинина). В начале августа 1941 года вошла в состав 19-й армии, участвовала в Духовщинской операции.

### На оборонительном рубеже
11 сентября 1941 года дивизия получила Боевой приказ командующего войсками 19-й армии № 055 на оборону занимаемого рубежа:

…6. 89 сд с 163 ап, 4/302 ап, 1 и 4 б. 874 ПТ ап оборонять полосу Казакова, (иск.) Колковичи, Дубровка, Харина. Передний край главной полосы обороны иметь на рубеже выс. 214.0, выс. 211.6, роща 1 км южнее свх. Зайцева.

         Граница слева: Шамова, (иск.) Колковичи, р. Царевич, излучины (2 км юго-зап. свх. Зайцева), Духовщина....— Сборник боевых документов Великой Отечественной войны. Выпуск 41. (приводится по: Генеральный Штаб. Военно-научное управление Сборник боевых документов Великой Отечественной войны. — Москва: Воениздат, 1960. — Т. 41.)
В октябре 1941 года попала в окружение и фактически уничтожена в Вяземском «котле». Официально расформирована 27 декабря 1941 года.

## Состав
- 390-й стрелковый полк
- 400-й стрелковый полк
- 526-й стрелковый полк
- 531-й артиллерийский полк
- 578-й гаубичный артиллерийский полк
- 154-й отдельный истребительно-противотанковый дивизион
- 456-й отдельный зенитный артиллерийский дивизион
- 219-й разведывательный батальон
- 280-й сапёрный батальон
- 467-й отдельный батальон связи
- 197-й медико-санитарный батальон
- 184-й автотранспортный батальон
- 129-я полевая почтовая станция
- 70-я полевая касса Госбанка[1]

## Подчинение
| На дату    | Фронт                   | Армия      | Корпус                 |
| ---------- | ----------------------- | ---------- | ---------------------- |
| 22.06.1941 | Орловский военный округ | -          | 33-й стрелковый корпус |
| 01.07.1941 | Резерв Ставки ГК        | 28-я армия | 33-й стрелковый корпус |
| 10.07.1941 | Резерв Ставки ГК        | 28-я армия | 30-й стрелковый корпус |
| 01.08.1941 | Западный фронт          | 19-я армия | 25-й стрелковый корпус |
| 01.09.1941 | Западный фронт          | 19-я армия | -                      |
| 01.10.1941 | Западный фронт          | 19-я армия | -                      |

## Командиры
- Колесников, Тит Фёдорович (16.7.1940 — 10.10.1941), полковник.